# DeAgostini

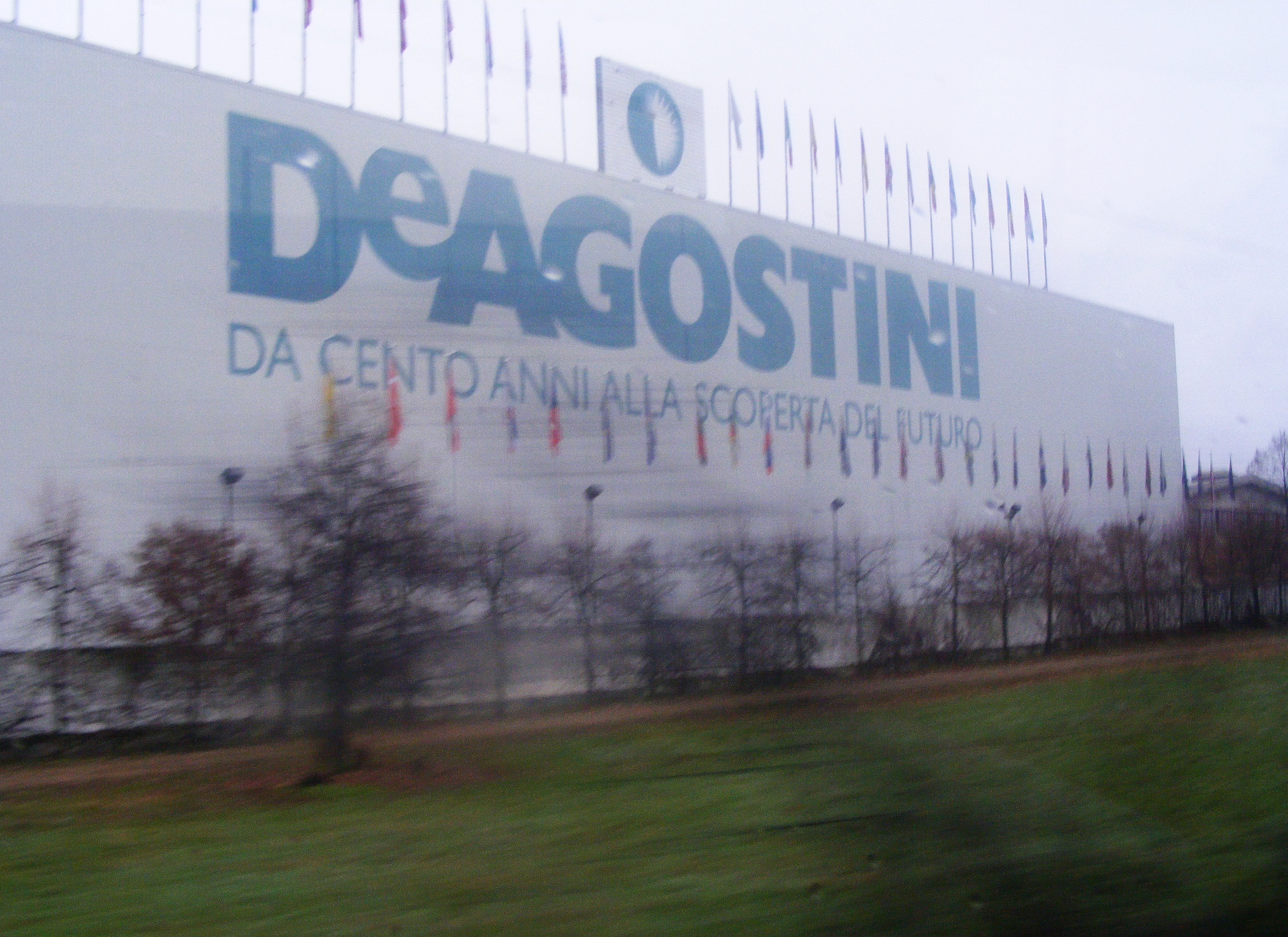
DeAgostini-Sitz in Novara

DeAgostini ist eine italienische Aktiengesellschaft. Das Unternehmen ist im Kerngeschäft als Verlag und weltweiter Anbieter von Sammelheften und -objekten tätig.

## Geschichte
Das Unternehmen wurde 1901 vom Kartografen Giovanni De Agostini in Rom zur Veröffentlichung von Atlanten und Kartenwerken sowie Schulbüchern und Enzyklopädien gegründet. 1908 zog De Agostini nach Novara um. 1959 wurden die ersten Sammel-Heftserien über Kioske vertrieben, ein Segment, welches weiter ausgebaut wurde. Es kamen nun Sammelobjekte, Bausätze, Tonträgerserien und Sammelfiguren ins Programm.
2000 gründete sich die DeAgostini-Gruppe in Mailand, sie ist neben der Sammel- und Verlagstätigkeit auch mit der DeA Capital im Private-Equity-Finanzsektor tätig. Zusätzlich begannen Teilhaberschaften bei Fernsehsendern, Verlagen und Computerspiel-Firmen.